# Mario Luis Bautista Maulión
Mario Luis Bautista Maulión (* 4. Dezember 1934 in Carcaraña; † 27. September 2020 in Rosario) war ein argentinischer Geistlicher und römisch-katholischer Erzbischof von Paraná.

## Leben
Mario Luis Bautista Maulión empfing am 11. Juni 1960 in der Kathedrale von Rosario die Priesterweihe für das Erzbistum Rosario durch Erzbischof Silvino Martínez. Er studierte am Seminar von Rosario und an der Päpstlichen Universität Gregoriana in Rom. Mehrere Jahre lang war er Professor für Philosophie und später Rektor des Seminars von Rosario. Er arbeitete lange mit der Cursillos de Cristiandad, einer neuen geistlichen Gemeinschaft, zusammen. Er war Ehrenprälat Seiner Heiligkeit und Berater der argentinischen katholischen Aktion.
Papst Johannes Paul II. ernannte ihn am 21. März 1986 zum Weihbischof in Rosario und Titularbischof in partibus infidelium von Febiana. Der Erzbischof von Rosario, Jorge Manuel López, spendete ihm am 23. Mai desselben Jahres in der Kathedrale von Rosario die Bischofsweihe; Mitkonsekratoren waren Ubaldo Calabresi, Apostolischer Nuntius in Argentinien, und Desiderio Elso Collino, Bischof von Lomas de Zamora.
Am 8. Mai 1995 wurde er zum Bischof von San Nicolás de los Arroyos ernannt und am 9. Juli desselben Jahres in das Amt eingeführt. Am 29. April 2003 wurde er zum Erzbischof von Paraná ernannt und am 27. August desselben Jahres in das Amt eingeführt. In der Bischofskonferenz war er Mitglied der Migrations- und Tourismuskommission. Er war Präsident der Kommission für soziale Kommunikation der Bischofskonferenz von Argentinien (Conferencia Episcopal Argentina CEA), nachdem er zweimal hintereinander Präsident der Kommission für katholische Bildung gewesen war.
Am 4. November 2010 nahm Papst Benedikt XVI. sein aus Altersgründen vorgebrachtes Rücktrittsgesuch an.